# تک‌لپه‌ای‌های برگ‌بیدی
تک‌لپه‌ای‌های برگ‌بیدی (نام علمی: commelinids) نام یک کلاد از کلاد تک‌لپه‌ای‌ها است.